# Немченко, Даниил Николаевич
Дании́л Никола́евич Не́мченко (17 декабря 1880 — 7 декабря 1937) — член I Государственной думы от Томской губернии, крестьянин.

## Биография
Православный, крестьянин села Малиновского Ново-Александровской волости Томского уезда. В Томскую губернию переселился в 1902 году из Могилевской губернии.
Окончил министерское училище. Занимался земледелием (2 десятины), был сельским учителем (1902—1903).
С 1903 года служил рядовым 16-го Восточно-Сибирского стрелкового полка, с которым участвовал в русско-японской войне. При осаде Порт-Артура был взят в плен и около года пробыл у японцев. Был награждён Георгиевским крестом 4-й степени и медалью «За усердие». Вышел в отставку унтер-офицером.
В 1906 году был избран членом I Государственной думы от Томской губернии. Примыкал к конституционно-демократической фракции. Подписал заявление десяти членов ГД о расширении аграрной комиссии за счет представителей от Сибири.
После роспуска Думы вернулся в свою деревню.
В 1937 году жил в Кемерове, работал стекольщиком на 4-м стройучастке шахты "Северной". 4 декабря 1937 года был арестован. 7 декабря того же года тройкой УНКВД по Новосибирской области приговорен к расстрелу по статьям 58-2, 58-4, 58-11 УК РСФСР.